# Tre uomini in frack
Tre uomini in frack («Tres hombres de frac» en italiano) es una película de comedia franco-italiana de 1933 dirigida por Mario Bonnard y protagonizada por Tito Schipa, Eduardo De Filippo y Fred Pasquali. Marcó el debut cinematográfico de Assia Noris, quien llegó a ser una de las principales estrellas italianas.
Fue lanzado en dos versiones separadas, una en italiano y la otra en francés.

## Reparto
- Tito Schipa como Il tenore Marcello Palma.
- Eduardo De Filippo como Gilberto, l'impressario.
- Fred Pasquali como Gilbert.
- Peppino De Filippo como Andrea.
- Simone Vaudry como Lucy.
- Assia Noris como La giovane americana.
- Jeanne Perriat como Mme. Laure.
- Jean Gobet como André.
- Maria Wronska como Signora Laura, la padrona del tabarin.
- Charles Dechamps como Le journaliste.
- Milly como Lucia.
- Camillo Pilotto como Il giornalista.